# Cistellet farcit xinès

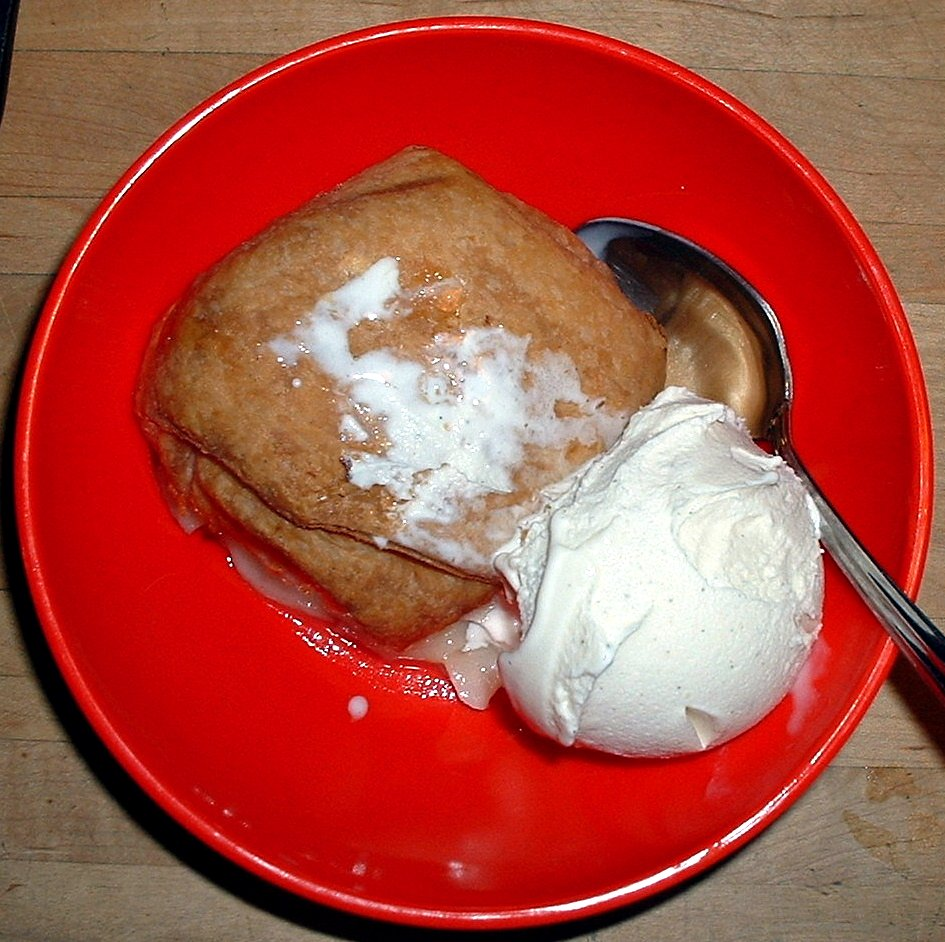
Un cistellet de poma servit amb gelat de vainilla.

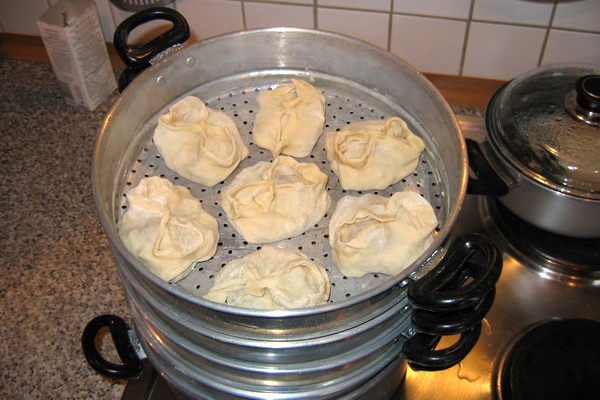
Mantı kazakh o uzbekh en una vaporera.

Un dumpling, cistellet farcit xinès o cresta xinesa és un tros de massa alimentària, de vegades farcida (tal com el seu nom indica), que es cou en un líquid tal com l'aigua o la sopa. També fa referència a una massa dolça embolicada sobre una fruita que es forneja i se serveix com a postres. els cistellets s'elaboren amb farina, patata, pa o matzà i poden incloure carn, peix o dolços i poden ser dolços o picants. En algunes receptes semblen masses sòlides cuites en aigua com en els nyoquis i altres semblen mandonguilles amb una escorça de massa fina com en els wontons.